# Zen
Pour les articles homonymes, voir Zen (homonymie).
 (février 2020).
Si vous disposez d'ouvrages ou d'articles de référence ou si vous connaissez des sites web de qualité traitant du thème abordé ici, merci de compléter l'article en donnant les références utiles à sa vérifiabilité et en les liant à la section « Notes et références ».

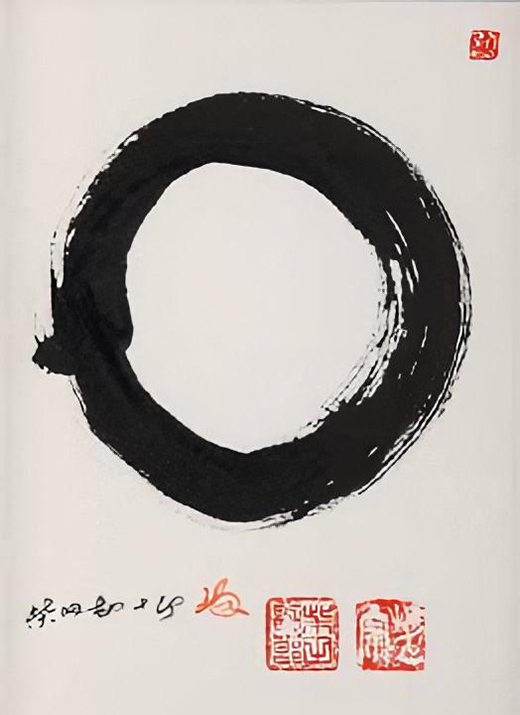
La calligraphie de l’enso (en japonais, « cercle ») symbolise, dans le bouddhisme zen, la vacuité ou la pratique et l'éveil qui sans cesse se renouvellent (dokan, « anneau de la Voie »). Ce symbole est issu du wuwei taoïste.

Le zen est une branche japonaise du bouddhisme mahāyāna hérité du chan chinois. Elle met l'accent sur la méditation (dhyāna) dans la posture assise dite de zazen.
Le mot « zen » est la romanisation de la prononciation japonaise du caractère chinois chinois simplifié : 禅 ; chinois traditionnel : 禪 ; pinyin : chán ; litt. « méditation » ; il est prononcé chán en mandarin, zeu en shanghaïen et est également appelé Son en Corée et Thiền au Vietnam. Ces différents termes dérivés du chinois, remontent à une origine commune : le mot sanskrit dhyāna, en pali jhāna (« recueillement parfait »).
Le zen se réfère au chan, une forme de méditation indienne implantée en Chine par Bodhidharma il y a 1 500 ans. Il prend sa source dans la méditation de Siddhartha Gautama sous l'arbre de la Bodhi par laquelle il obtint l'éveil, il y a plus de 2 500 ans en Inde, mais il a été influencé par le taoïsme. On y trouve aussi l'influence coréenne du son. Le zen japonais se réfère principalement à la posture de méditation d'éveil de Siddhārtha Gautama de transmission en transmission dite zazen. En Occident, il s'agit de l'une des branches les plus connues et les plus pratiquées du bouddhisme zen, dans la version soit de l'école Sōtō, soit de l'école Rinzai.

## Origines
La légende de l'origine de la tradition zen et de la lignée de ses maîtres remonte à un sermon du Bouddha Shâkyamuni à ses disciples alors qu'ils étaient réunis sur le pic des Vautours, relaté dans le Lankavatara Sutra.
Pour tenter d'expliquer un point de son enseignement, il se contenta de cueillir silencieusement une fleur d'udumbara. Aucun des disciples n'aurait compris le message qu'il tentait de faire passer, à l'exception de Mahakashyapa, qui aurait souri au Bouddha. Celui-ci lui aurait alors dit devant l'assemblée qu'il lui avait ainsi transmis son trésor spirituel le plus précieux.
C'est une préfiguration de la description du chan que l'on prêtera à son fondateur légendaire, Bodhidharma : « Pas d'écrit, un enseignement différent (de tous les autres), qui touche directement l'esprit pour révéler la vraie nature de Bouddha » (« 不立文字、教外別傳, 直指人心，見性成佛 »).

### Liste des patriarches du zen
Liste rapportée par la tradition des vingt-huit patriarches de l’école avant son arrivée en Chine et liste des sept premiers patriarches du chan chinois :
| - Mahakashyapa - Ananda - Shanavasa - Upagupta - Dhritaka - Micchaka - Vasumitra | - Bouddhanandi - Bouddhamitra - Bhikshu Parshva - Punyayashas - Ashvagosha - Bhikshu Kapimala - Nāgārjuna | - Āryadeva - Arya Rāhulata - Sanghanandi - Sanghayashas - Kumārata - Jayata - Vasubandhu | - Manura - Haklenayashas - Bhikshu Simha - Vashasita - Punyamitra - Prajñātara - Bodhidharma | - Bodhidharma 440 ?-528 ? - Huike 487 – 593 - Sengcan ? – 606 - Daoxin 580 – 651 - Hongren 601 – 674 - Huineng 638 – 713 (remplace en 796 Shenxiu 607 ?-706 de l'école du Nord - Shenhui 670 ? –760 ? (remplace en 796 Puji 651-739 de l'école du Nord) |

### De l'Inde en Chine

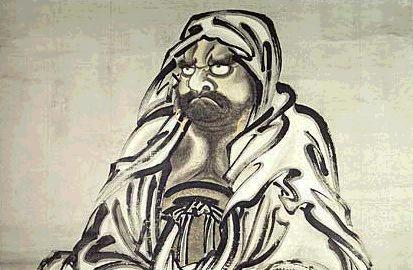
Une représentation de Bodhidharma

Bodhidharma, vingt-huitième patriarche dans la filiation indienne, serait venu en Chine autour de 520. Les différents textes chinois qui le mentionnent ne s'accordent pas exactement sur son origine (Kanchipuram dans le sud de l'Inde ou Perse) ni sur sa route (arrivé par l'ouest ou par un port du sud-est). On lui prête un attachement particulier pour le Lankavatara Sutra, et la première école chan constituée est connue sous le nom d'école Lankā (楞伽宗).
Une légende attestée à partir du XIe siècle au monastère de Shaolin attribue la fondation de celui-ci à Bodhidharma, en faisant ainsi l'initiateur des arts martiaux d'Extrême-Orient. Néanmoins, bien qu'il existe au Kerala un type de yoga offrant une certaine similitude extérieure avec le kung-fu, des gymnastiques de type qigong semblent mentionnées sur des textes chinois datant du Ve siècle av. J.-C., et les arts martiaux au mont Song ont précédé Bodhidharma, si tant est qu'il s'y rendît jamais.

### De la Chine au Vietnam

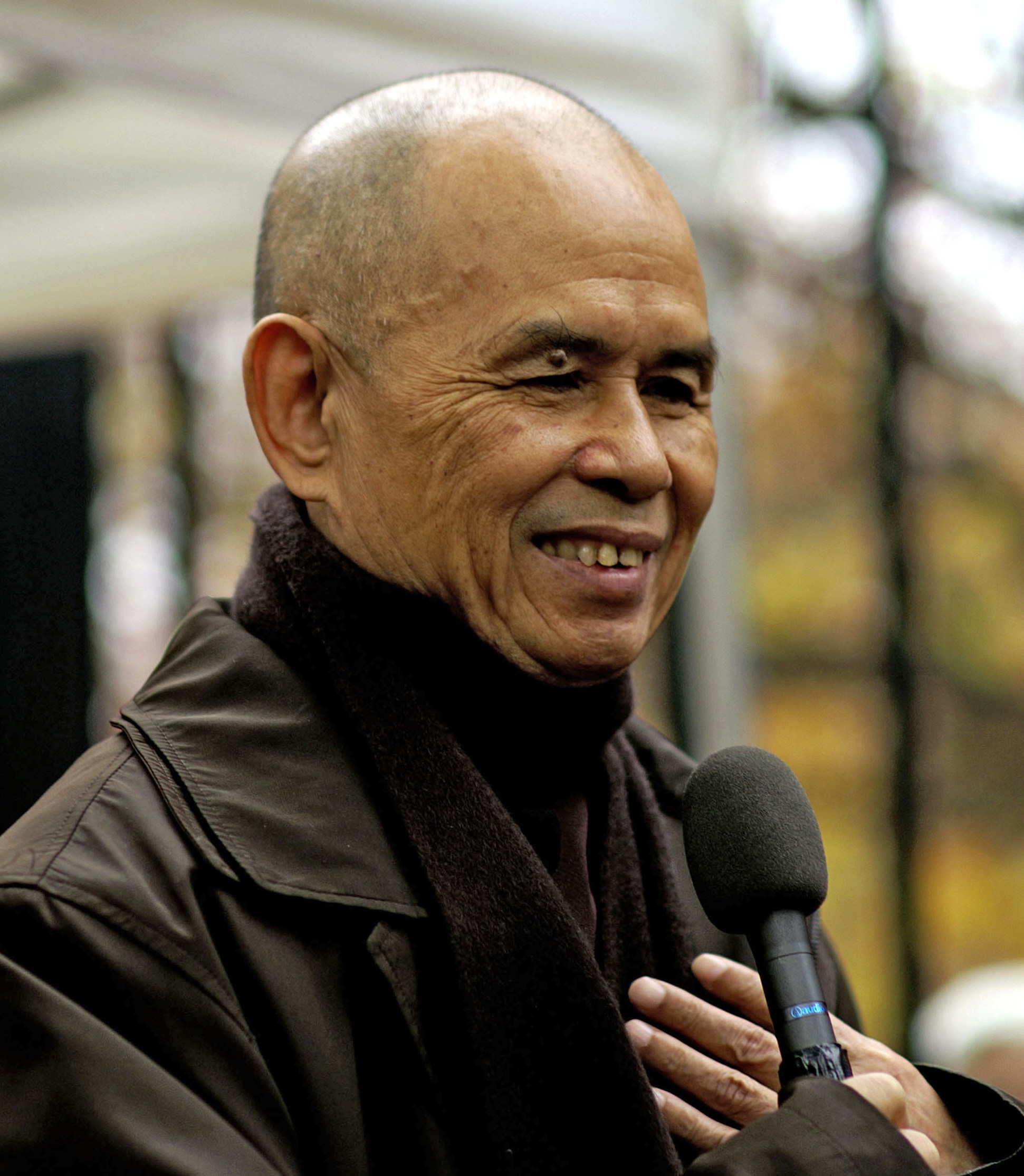
Thich Nhat Hanh

Le Chan a été introduit au Vietnam sous le nom de Thiền au début de l'occupation chinoise (111 av. J.-C. à 939 EC). Sous les dynasties Lý (1009-1225) et Trần (1225 à 1400), le Thiền s'est implanté au sein des élites et à la cour royale, et une nouvelle tradition autochtone a été fondée, l'école Trúc Lâm (« Bambouseraie »), qui comprenait également des influences confucéennes et taoïstes. Au xviie siècle, l'école rinzai a été introduite au Vietnam sous le nom de Lâm Tế, qui mêlait également les doctrines du Chan et de la Terre pure. Lâm Tế reste aujourd'hui le plus grand ordre monastique du pays.
Le Thiền vietnamien moderne est influencé par le modernisme bouddhiste. Parmi les figures contemporaines importantes, citons le maître du Thiền Thích Thanh Từ (1924-), le militant et propagateur du bouddhisme, Thích Nhất Hạnh (1926-2022), et le philosophe Thích Thiên-Ân. Le Thiền vietnamien est divers et inclusif, apportant avec lui de nombreuses pratiques telles que la méditation du souffle, le mantra, les influences Theravada, le chant, la récitation de sutra et l'activisme du bouddhisme engagé.

### De la Chine en Corée
Au IXe siècle, le bouddhisme chan est transplanté en Corée où il prend le nom de son. Il s'intègre au bouddhisme étatique déjà présent dans ce pays depuis le IVe siècle. D'un manière générale, le bouddhisme coréen inclut la pratique de la méditation assise, des prosternations, du chant, ainsi que des mantras et des gong'an (kōan).
Le zen coréen trouva sa plus grande expression dans l'ordre Chogye (plus de 9 000 temples de nos jours), un des plus anciens ordres monastiques bouddhiques toujours présent et très vivant de nos jours. Le nom de Chogye (chinois: Caoxi) néanmoins ne date que du XIVe siècle, époque à laquelle le zen coréen adopte cette appellation nom de Chogye, qui trouve son origine en Chine dans le nom de la résidence du sixième patriarche chinois de l'école zen, Caoxi Huineng (VIIe siècle). L'ordre Chogye n'est que l'appellation de l'héritage monastique de l'école dite des neuf montagnes qui naît aux environs du IVe siècle de notre ère et qui, depuis le VIe siècle, s'imprégna profondément et définitivement du chan (zen), de sa philosophie et sa spiritualité.
La Corée influença fortement tous les arts qui furent, par la suite, affiliés au zen tel qu'on le connaît et reconnaît aujourd'hui. Notamment les arts esthétiques et les arts martiaux, héritages directs d'une Chine florissante et profondément attachée à la justesse de la voie. L'ordre monastique Chogye plonge ses racines dans la plus ancienne tradition zen, c'est-à-dire l'école Linji (japonais: Rinzai) et en conserve le plus pur héritage, particulièrement dans la transmission orale d'esprit à esprit entre maîtres et disciples par le moyen des kong an (kōan). Le lignage de l'ordre Chogye d'ailleurs descend directement de Linji. Un des grands maîtres coréens, par ailleurs réformateur de celle-ci, fut le maître Chinul (1158-1210). Dans l'esprit de Ta-hui il n'inclinait ni pour la pure approche zen ni pour la pure approche textuelle car la lumière se fait par-delà les deux, au plus intérieur du cœur dans ce qu'il appelait « l'esprit-cœur vrai ».

### De la Chine au Japon

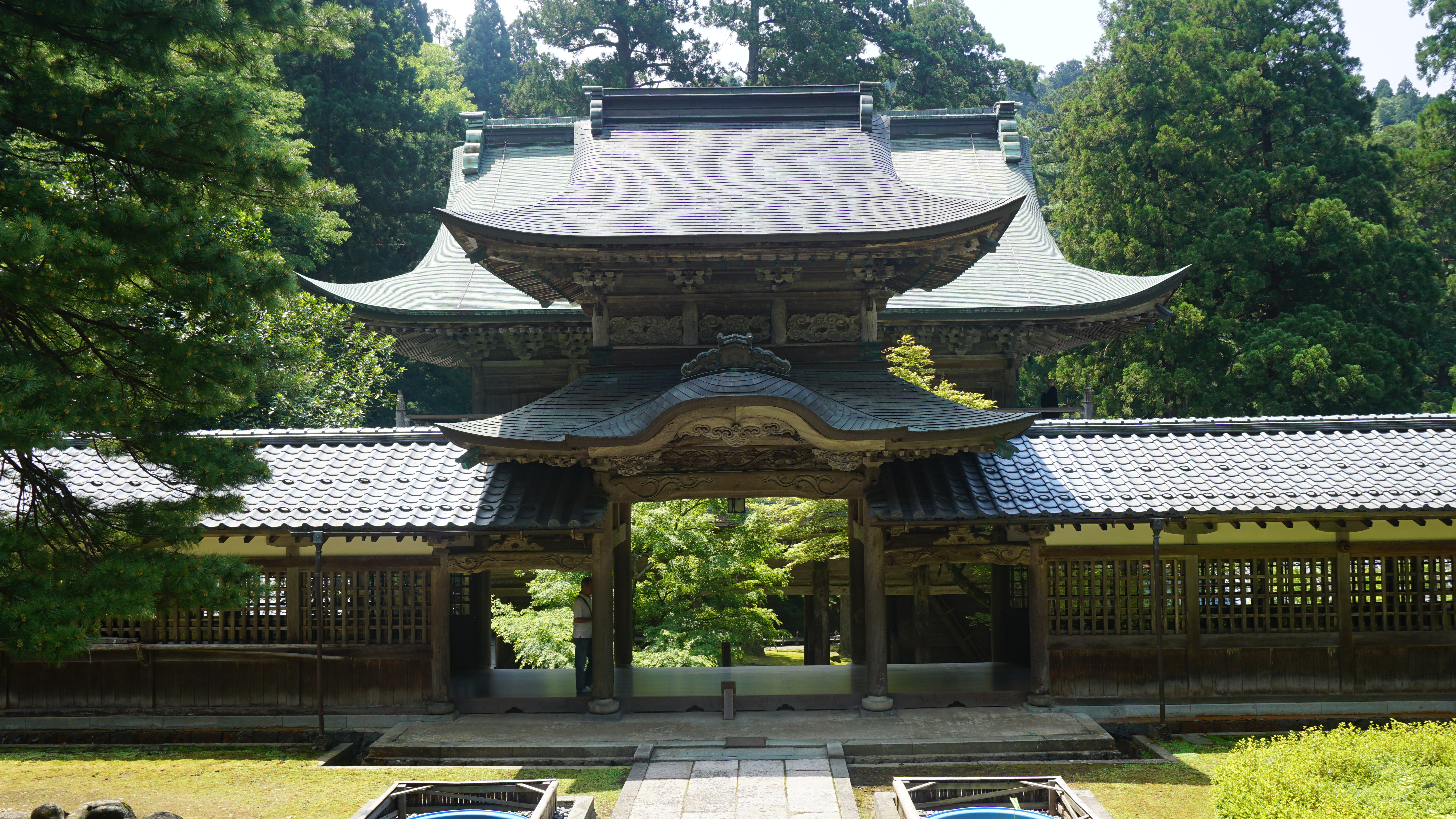
L'entrée du temple Eihei-ji, le temple principal de l'école zen Sōtō fondée par Dōgen en 1244, près d'Echizen.

Du VIe au XIIIe siècle, le bouddhisme zen fut importé de Chine au Japon, par vagues successives. Le zen y naît par l'héritage du chan chinois et du son coréen et s'implante par Bodhidharma, 28e patriarche descendant de Bouddha et ce notamment en corrélation de temples ou dojo voués à la pratique des arts martiaux. On retrouve dans le zen, les influences du taoïsme importées au bouddhisme chan.

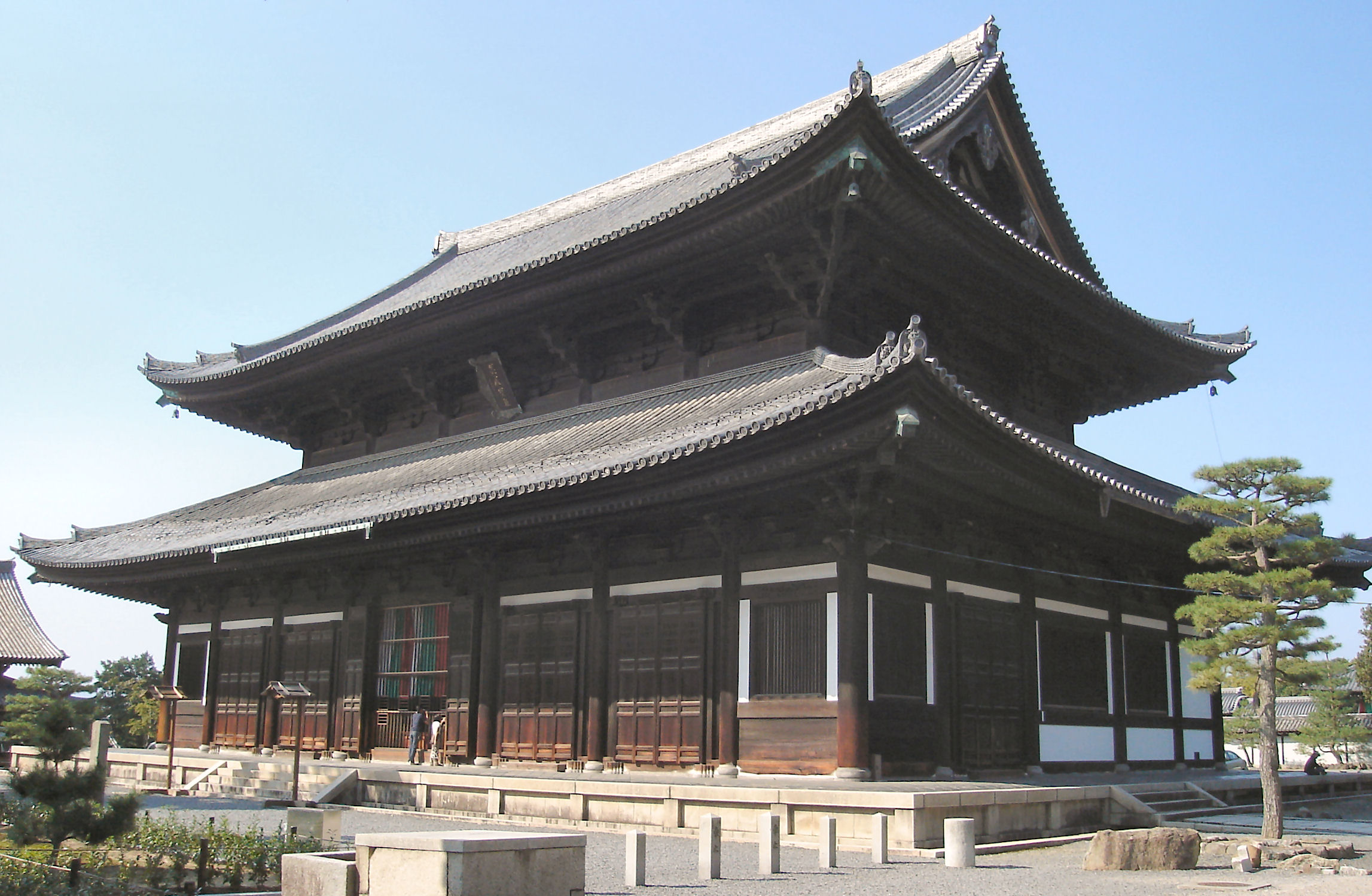
Le pavillon principal du temple Tofuku-ji à Kyoto. Fondé en 1236 par Enni Ben'en comme un lieu de pratique Tendai, Shingon et Zen, il est rapidement devenu un temple de l'école Zen Rinzai. C'est aujourd'hui le plus ancien temple zen du Japon.

C'est au XIIIe siècle que le moine Dōgen (道元) importa le zen Sōtō (曹洞, en mandarin Caodong), et le moine Eisai (栄西, parfois appelé Yōsai) le zen Rinzai (臨済, Linji en mandarin) en 1191. Ces deux écoles, comme en Chine à partir des Song, constituent encore aujourd'hui, avec l'école obaku, le paysage du zen japonais. C'est le zen Rinzai qui va cependant s'imposer, du moins politiquement dans un premier temps, avec la mise en place du système dit des Cinq Montagnes, où « Cinq grands temples » (五山, Gozan) chapeautent tous les autres. Après son voyage d’études en Chine Eisai (1141-1215) revient au Japon. Il se heurte aux écoles du bouddhisme japonais apparues aux VIIIe et IXe siècles au sein de l’aristocratie japonaise (telle l’école Tendai, Shingon ou encore celle de la terre pure). En 1199, il quitte donc Kyoto pour la ville de Kamakura où le Shogun et les membres de sa caste de samouraïs accueillent avec enthousiasme ses enseignements zen orientés vers les arts-martiaux. Hôjô Masako, la veuve du Shogun Minamoto no Yoritomo donne à Eisai une autorisation pour construire le premier centre zen à Kamakura le temple Jufuku-ji. Il y aura dix temples, cinq à Kyōto et cinq à Kamakura, qui varieront au fil du temps.
Dès lors Bodhidharma (達磨) appelé Daruma (だるま) (de Dharma) s'inscrit au cœur de la caste bushido. Ainsi dès les débuts de la période Edo et des 250 ans de paix du Shogunat Tokugawa, la voie du sabre suivie par les castes de samouraïs s’est tournée plus encore vers le bouddhisme et le zen issu de Daruma. Takuan Soho (1573-1645) prélat de la secte Rinzai (auteur notamment de l’Esprit Indomptable, Écrits d’un maître zen à un maître de sabre) côtoya et influença considérablement Yagyu Munenori (Heiho kadensho) et Miyamoto Musashi (Traité des cinq anneaux) le plus célèbre samouraï du Japon aujourd’hui appartenant au trésor national japonais, artiste et philosophe qui représenta à plusieurs reprises le Daruma. Ainsi le Traité des cinq roues apparenté aux cinq éléments, godai ((五大) terre, eau, air, feu, vide ou éther) qui jalonnent le bouddhisme zen est rappelé sur tout le territoire japonais par le gorintō (« stūpa à cinq anneaux ») et jusqu'à aujourd'hui au sein du drapeau de la nouvelle ère, le drapeau Reiwa associé à l'eau et sa correspondance occidentale (solides de Platon et Mysterium Cosmographicum de Kepler).
Le courant zen et la pratique du zazen (méditation assise pratiquée en esprit d'éveil) eurent beaucoup de succès au Japon et s'accompagnèrent du développement par les moines de plusieurs arts et techniques, soit directement importés de Chine, soit créés localement en intégrant des éléments du nord de la Chine et de la Corée. On peut citer comme exemple l'usage du thé ou l'esthétique simple et dépouillée. La villa impériale de Katsura (après 1616) en est profondément imprégnée, en particulier le jardin et le pavillon de thé, Shōkintei. Le zen japonais est aussi fortement influencé par le taoïsme, dont on retrouve certains symboles et notions.
Filiation chinoise (chan) des écoles japonaises :
- Sōtō se rattache à Caodong (曹洞宗) fondé par Dongshan Liangjie (洞山良价 Tōzan Ryōkai en japonais, ? - 869).
- Rinzai se rattache à la lignée de zhishen (智詵 ?-702), deuxième disciple de Huineng selon la monographie de l'école Lankâ (楞伽人法志), par l'intermédiaire de Mazu Daoyi (馬祖道一 ?-788), Baizhang Huaihai (百丈懷海, Hyakujo Ekai, en japonais, 720-814), Huangbo Xiyun (黃檗希運, Obaku Kiun, en japonais) et Linji Yixuan (臨濟義玄, Rinzai Gigen en japonais, ?-866).
- Beaucoup plus tard, Ōbaku, fondé par Yinyuan Longqi (隱元隆琦, Ingen Ryūki en japonais, 1592-1613), fera également remonter sa lignée à Huangbo Xiyun (黃檗希運, Obaku Kiun, en japonais), maître de Rinzai.
- Ummon se réclame de Yunmen Wenyan (雲門文偃, Ummon Daishi en japonais, 864 ? - 789).

## Approche
L'approche du zen consiste à vivre dans le présent, dans l' « ici et maintenant », sans espoir ni crainte.

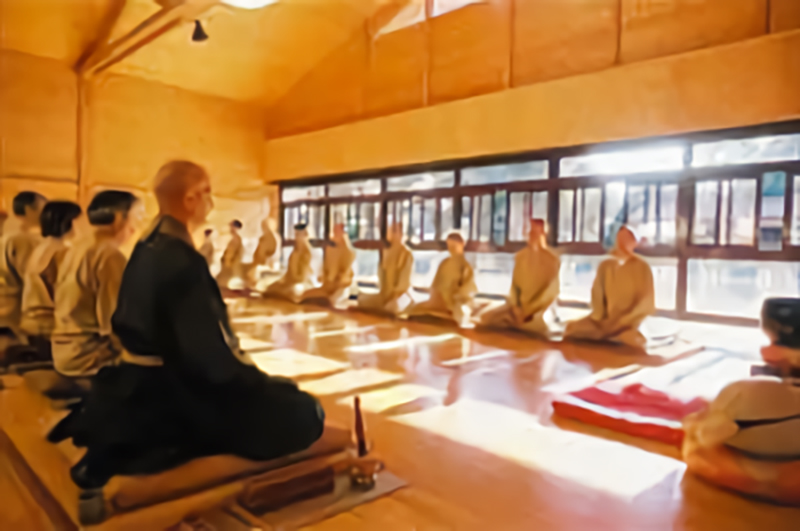
Zazen Rinzai

On peut dire approximativement que le zen Sōtō insiste sur la pratique de zazen (de za assis et zen méditation) et de shikantaza (seulement s'asseoir) alors que le zen Rinzai fait une large place aux kōan, apories, paradoxes à visée pédagogique dont la compréhension intellectuelle est impossible mais relève de l'intuition.
Zazen peut permettre de parvenir à l'éveil (satori) : pour Dôgen, la pratique elle-même est réalisation ; pratique et éveil sont comme la paume et le dos de la main. Il suffit de s’asseoir immobile et silencieux pour s'harmoniser avec l'illumination du Bouddha. Néanmoins, selon le bouddhisme zen, même l'éveil ne saurait être un but en soi. Zazen doit être sans but, il aide à la connaissance de soi-même et à la découverte de sa vraie nature.

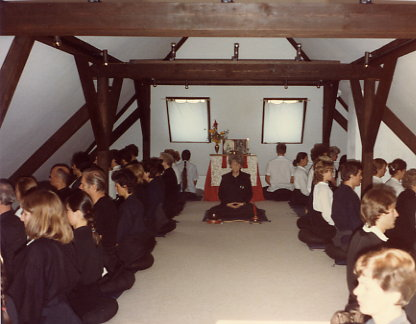
Zazen Soto

Les kōan (école Rinzai) sont des propositions le plus souvent absurdes ou paradoxales que pose le maître et que le disciple doit dissoudre (plutôt que résoudre) dans la vacuité du non-sens et, par suite, noyer son moi dans une absence de tensions et de volonté, que l'on peut comparer à la surface parfaitement lisse d'un lac reflétant le monde comme un miroir.
Comme toutes les versions sinisées du bouddhisme, le zen appartient à l'ensemble mahāyāna, qui affirme que chacun possède en soi ce qu'il faut pour atteindre l'illumination. Certaines écoles (Tiantai, Huayan) considèrent que chacun et toute chose possèdent la « Nature de Bouddha ». La position zen, plus proche du courant philosophique du yogācāra, considère selon certains que la seule réalité de l'univers est celle de la conscience ; il n'y a donc rien d'autre à découvrir que la vraie nature de sa propre conscience unifiée.

## Textes
Malgré la définition du chan comme « sans écrit » (en mandarin buliwenzi 不立文字) attribuée à Bodhidharma, des sutras ont inspiré une partie de son enseignement : le Sûtra du Lankā lui-même insiste sur la nécessité des écritures d'une part, et sur la nécessité d'autre part de ne pas leur accorder de valeur absolue ; certains maîtres ont laissé des écrits, des disciples ont rassemblé l'enseignement de leurs maîtres dans des recueils.
Parmi les soutras, on peut citer en premier lieu le Lankavatara Sutra rattaché à l'école yogācāra, qui a grandement contribué à la philosophie idéaliste du zen, qui voit en la conscience l'unique réalité. La tradition en fait le texte de référence de Bodhidharma ; plus récemment, D. T. Suzuki l'a abondamment commenté. Les sutras de « perfection de la sagesse » que sont le Sūtra du Diamant et le Sūtra du Cœur sont également importants, ainsi que le Shurangama Sutra particulièrement apprécié des courants syncrétistes, et le Samantamukha Parivarta, un chapitre du Sūtra du Lotus.
Parmi les textes écrits en Chine pendant les premiers siècles du chan, mentionnons le Sūtra de l’Estrade attribué à Huineng, sixième patriarche, ainsi que deux recueils de kōan, le Recueil de la falaise bleue (碧巖錄, en mandarin, Biyan lu ; en japonais, Hekiganroku), composé au XIIe siècle, et La Barrière sans porte, composé au début du XIIIe siècle.

## Zen et arts
Certains arts comme la peinture, la calligraphie, la poésie, le jardinage, parmi d'autres, sont utilisés dans le cadre de l'entraînement et de la pratique du zen. L'art et la culture japonais ont été fortement influencés par le zen depuis son introduction sur l'île au xiiie siècle, notamment par la pratique de zazen, par les notions d'impermanence et de flux constant de l'expérience, ainsi que la simplicité. Une culture et une esthétique nourries de zen se sont formées et développées à travers différentes voies (Dō) :
- Budō - la voie du guerrier ou des arts martiaux.
  - Iaidō - la voie du tirage de l'épée.
  - Karatedō - (anciennement karaté) la voie de la main vide, avec des techniques de frappe, de poussée, de coup de pied, de blocage et de balayage des pieds.
  - Kyūdō - la voie du tir à l'arc.
- Kare-san-sui - l'art d'aménager des rocailles.
- Suizen - le jeu artistique de la flûte en bambou shakuhachi des moines zen errants (Komusô).
- Sadō (anciennement Chadō) - la voie de la cérémonie du thé.
- Shodō - la voie de l'écriture (calligraphie).
  - Bokuseki - la voie des traces d'encre, qui sont l'expression d'un moment intensément vécu et proviennent du sol primordial[Quoi ?].
- Sumi-e ou suibokuga - la voie de la peinture à l'encre et au pinceau.

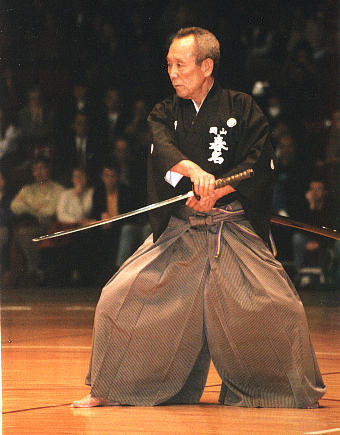
Iaido
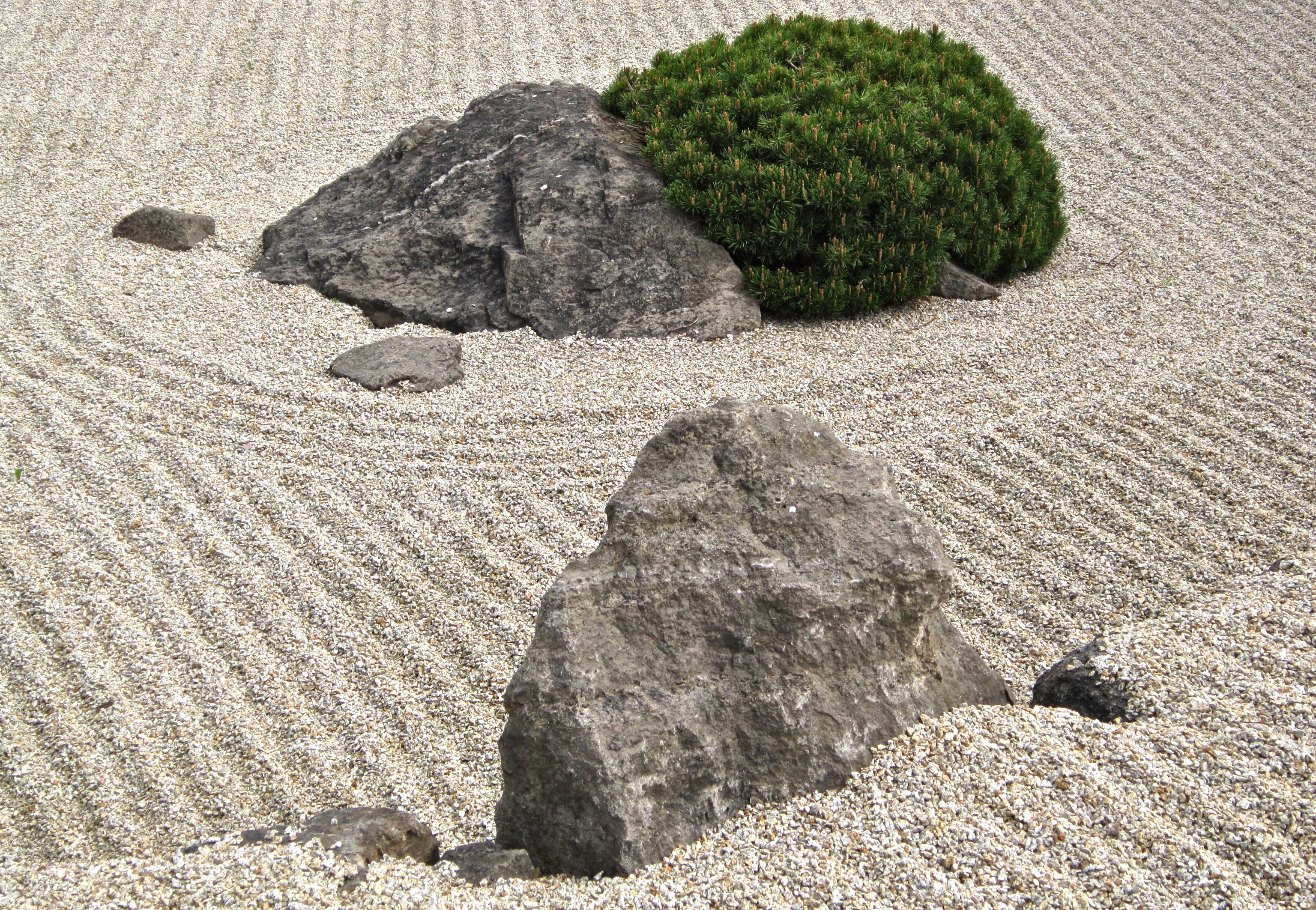
Kare-san-sui
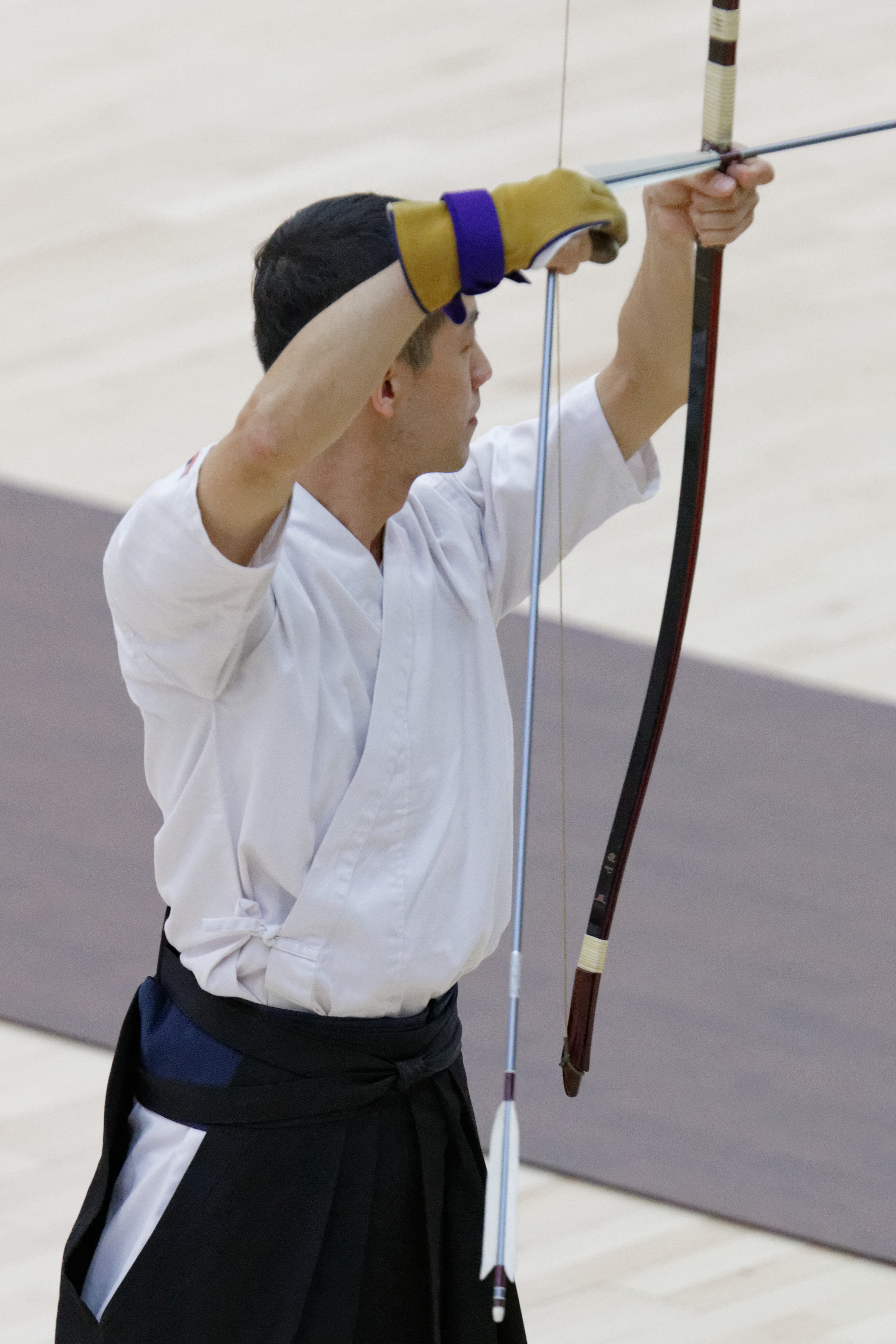
Kyudo
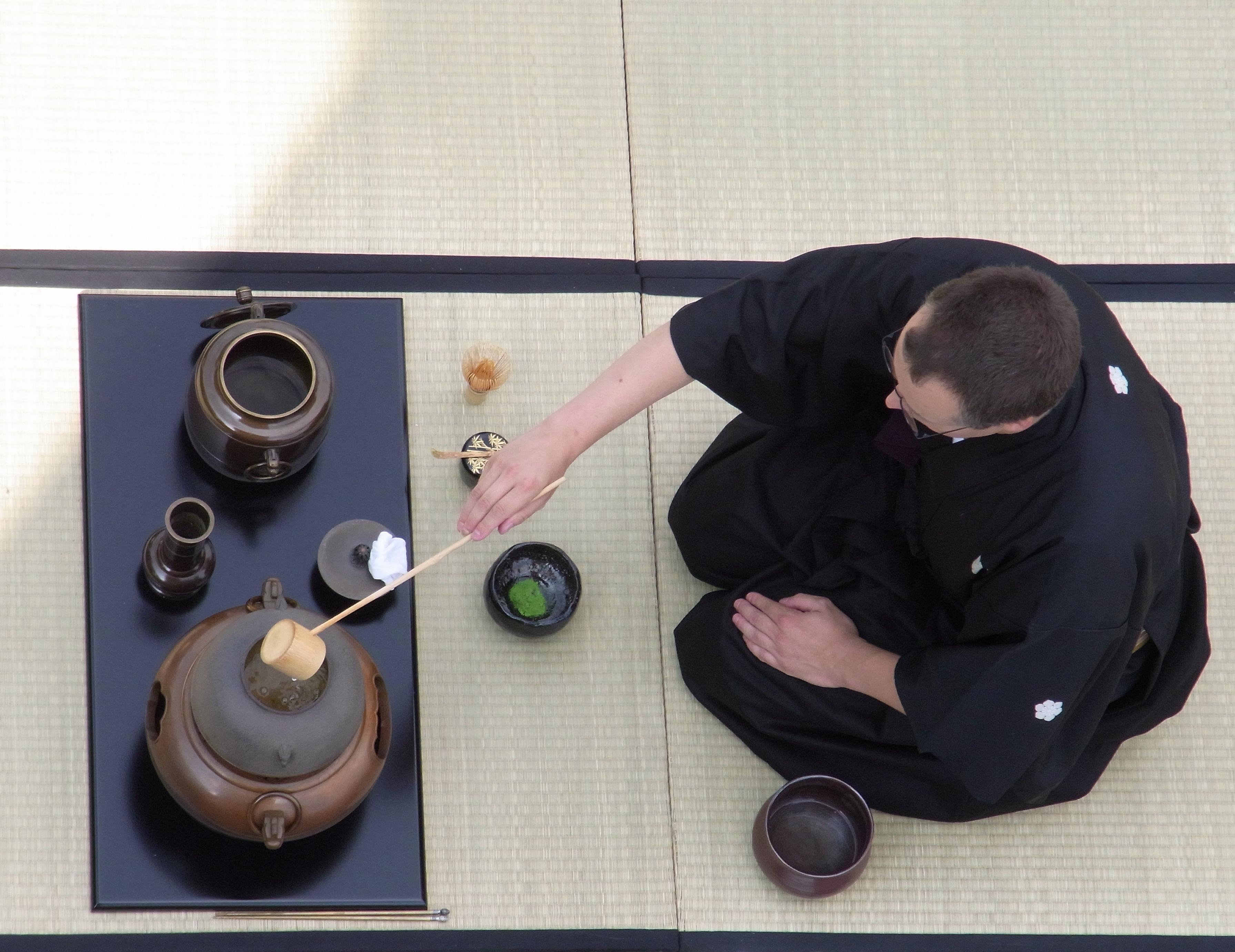
Sado
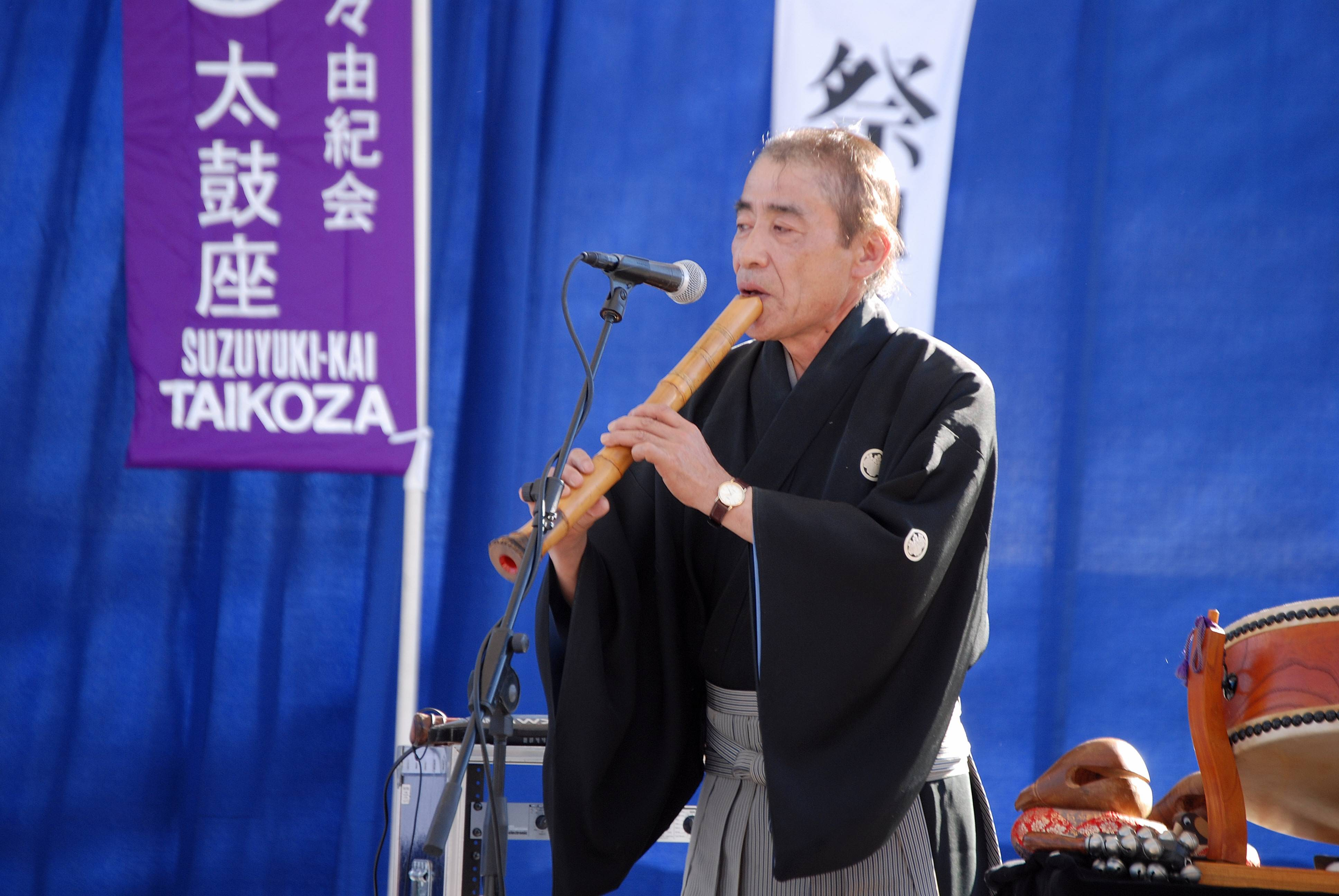
Shakuhachi
Shodo
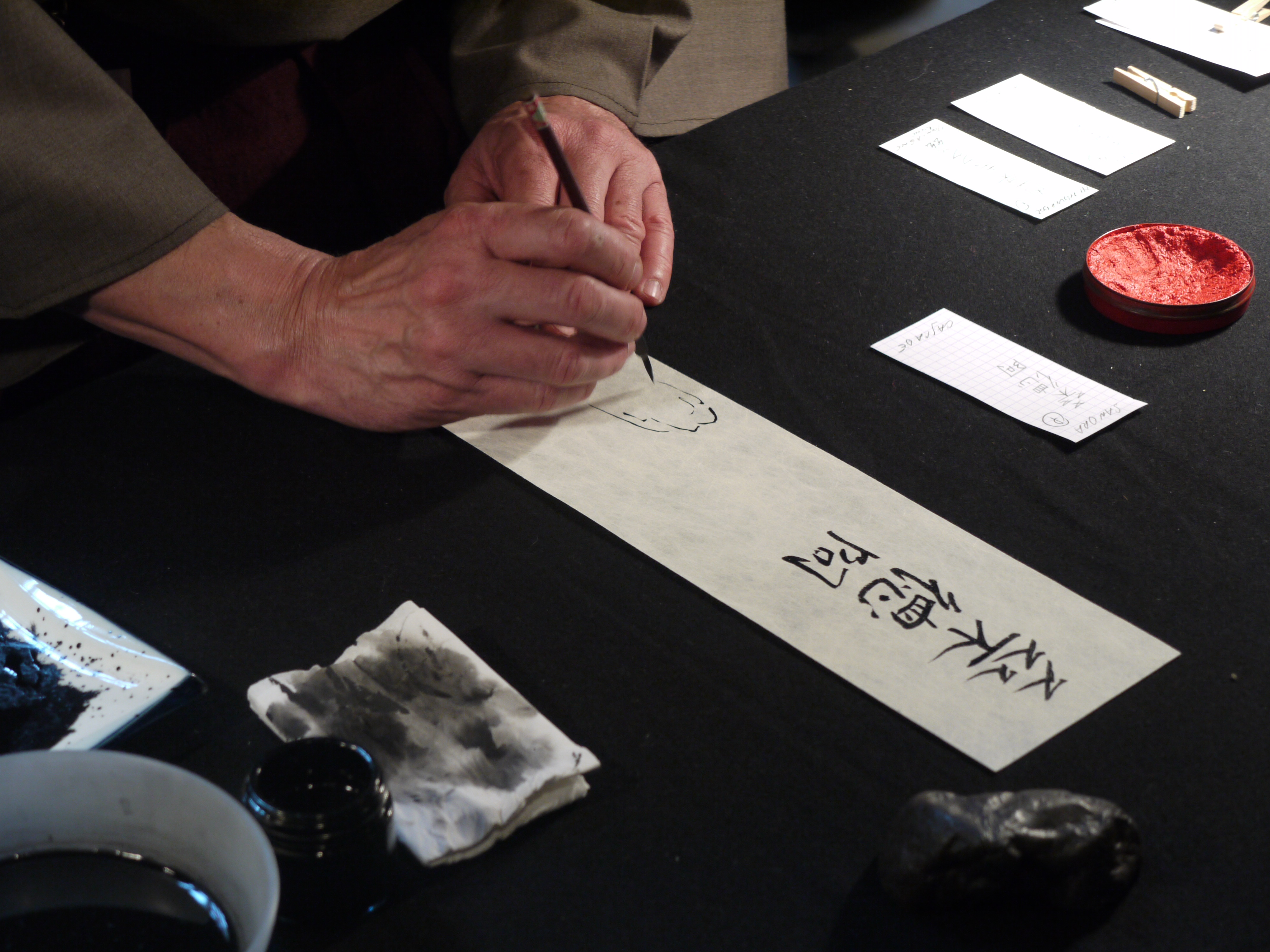
Sumi-e

Les arts et les voies du zen rappellent le caractère éphémère de la vie, le mono no aware japonais (物の哀れ), mettent en évidence l'interconnexion des choses; ils peuvent ainsi transmettre des connaissances spirituelles profondes.
Pour tous les arts zen, il était et reste vrai aujourd'hui qu'il faut apprendre à lâcher prise. Le praticien apprend à distinguer entre ce qui appartient à l'essence des choses et ce qui est superflu.

## Le zen en Occident

### Histoire

#### Jusqu'auxixesiècle
Jusqu'au xixe siècle on connaissait peu de choses sur le bouddhisme en Europe, à l'exception de commentaires dus aux missionnaires chrétiens à partir du xvie siècle. Dans leurs descriptions, nous trouvons les premières impressions du bouddhisme au Japon et en Chine. Bien qu'ils contiennent des descriptions de rituels et de comportements, il n'y a guère de commentaires plus détaillés sur les questions doctrinales ou les pratiques de méditation. L'Inquisition contrôlait étroitement toute pensée de ce type, bien que l'influence des pratiques contemplatives du zen ait été visible parmi les personnalités chrétiennes de l'époque, notamment les jésuites.
Bien qu'il soit difficile de déterminer le moment exact où l'Occident a pris conscience que le zen était une forme distincte de bouddhisme, la participation du moine zen japonais Soyen Shaku au Parlement mondial des religions de 1893 à Chicago est souvent citée comme l'événement qui a fait connaître le zen dans le monde occidental.

#### xxesiècle
Le xxe siècle a vu le début d'un échange animé entre le zen et l'Occident, et la diffusion progressive de cette école aux États-Unis et en Europe, et cela grâce à un certain nombre de personnes qui ont joué un rôle de pionnier. On peut mentionner Karlfried Graf Dürckheim, actif au Japon entre 1939 et 1945, qui a promu le lien entre le zen et l'art en tant que psychologue, thérapeute et professeur de zen. Maria Hippius Comtesse Dürckheim a encouragé des ponts similaires entre la thérapie et le zen. Ensuite, en 1948, le philosophe allemand Eugen Herrigel publie Le Zen dans l'art du tir à l'arc, un classique de la littérature zen occidentale qui a connu une large diffusion. En 1956, l'œuvre a même été publiée en japonais. De nombreux intellectuels surtout de l'Allemagne d'après-guerre ont été « fascinés par le zen » après avoir lu cet ouvrage.
Mais ce n'est qu'à la fin des années 1950 et au début des années 1960 que l'on voit un nombre significatif d'Occidentaux s'intéresser au zen sans pour autant être des descendants d'immigrants asiatiques.
Houn Jiyu-Kennett (en)(1924-1996) est la première femme occidentale nonne zen Soto, après une formation au temple de Soji-ji, en 1962. En 1963, elle obtient le titre de Oshō (en), « prêtre » ou « enseignant », puis retourne en Occident en 1969. L'année suivante, elle fonde le monastère de Shasta Abbey en Californie en 1970.

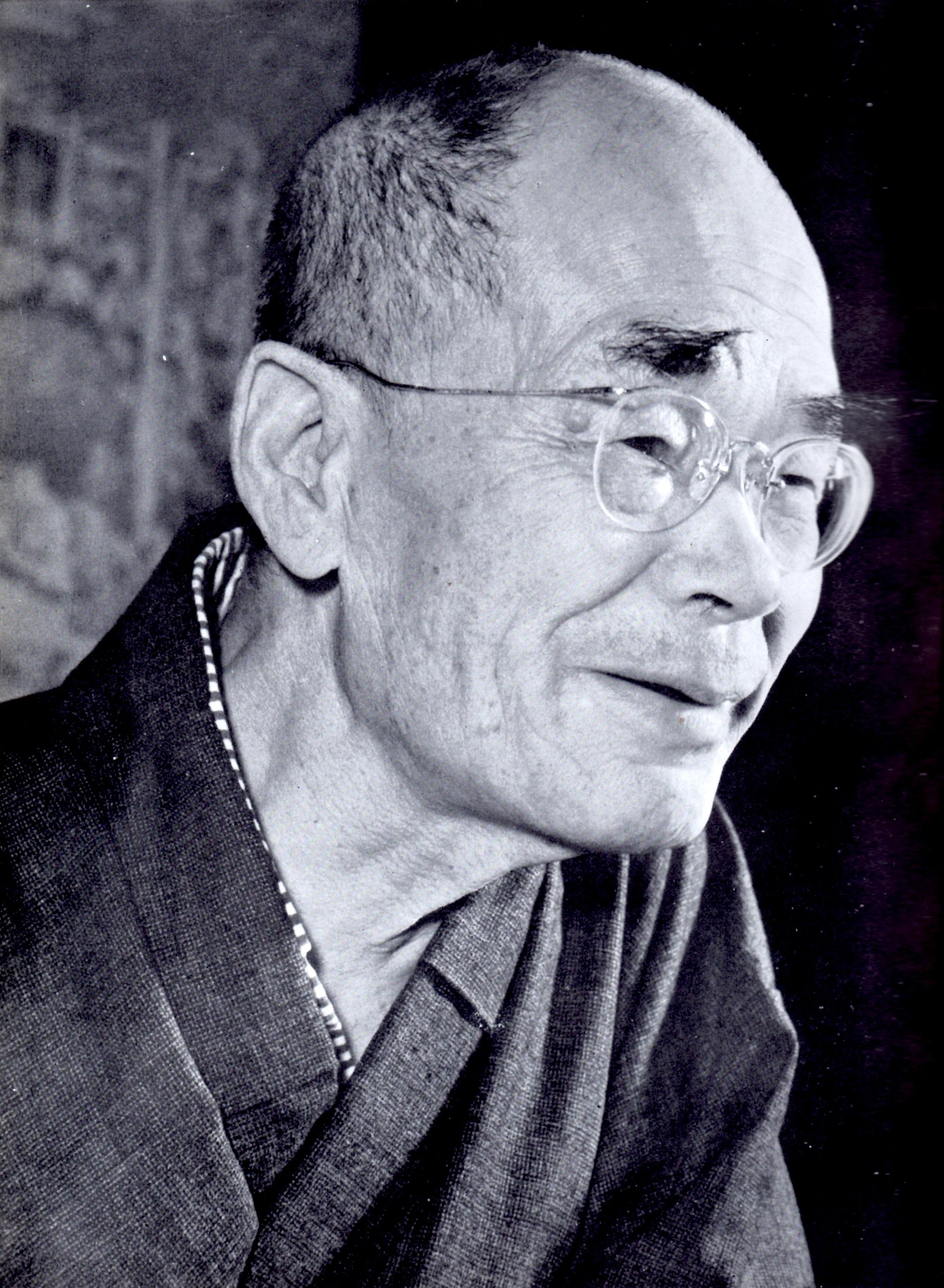
Daisetz Teitaro Suzuki

Aux États-Unis, le zen Sōtō prend pied en Californie à la fin des années 1950 grâce à Shunryū Suzuki. En 1967, le moine Soto Taisen Deshimaru arrive en France. De fait, dans la seconde moitié du xxe siècle, le zen japonais a acquis une grande popularité en Occident, en particulier aux États-Unis et en Europe. Différents livres sur le zen publiés entre 1950 et 1975 par Reginald Horace Blyth, Alan Watts, Philip Kapleau et Daisetz Teitaro Suzuki ont contribué à cet intérêt croissant pour le zen en Occident, à quoi s'ajoute l'intérêt de poètes Beat tels que Jack Kerouac, Allen Ginsberg et Gary Snyder. En 1958, le magazine littéraire américain Chicago Review a joué un rôle important dans l'introduction du zen dans la communauté littéraire américaine en publiant dans un numéro spécial intitulé « On Zen » le texte d'Alan Watts « Beat Zen, Square Zen, and Zen » consacré aux poètes de la Beat generation, à côté de différents articles de D.T. Suzuki, Gary Snyders, Jack Kerouac, entre autres contributeurs. En 1960 paraît également Bouddhisme Zen et psychanalyse, ouvrage dans lequel Erich Fromm dialogue avec D.T. Suzuki. Fromm y oppose à un monde mû par l'économie les valeurs de l'amour, de l'art et de la compassion.
Cette diffusion du zen et l'augmentation du nombre de pratiquant en Occident contraste avec l'intérêt limité que cette école rencontre au Japon. Ainsi, des cours de zen destinés aux chefs d'entreprise et aux responsables politiques « ont vu le jour aux États-Unis, en Allemagne et en Suisse », et le spécialiste des religions Michael von Brück observe que « le zen en Occident connaît un réveil créatif qui est multiforme et révèle des contours organisationnels ouverts ».

### Les écoles de zen en Occident
Le zen s'est répandu en Occident à travers diverses écoles. L'un des principaux défis et tâches des maîtres zen est de transmettre le zen authentique, tout en l'adaptant dans une forme compréhensible et pratique pour les personnes socialisées dans des cultures influencées par l'Occident.

#### Sōtō en Europe

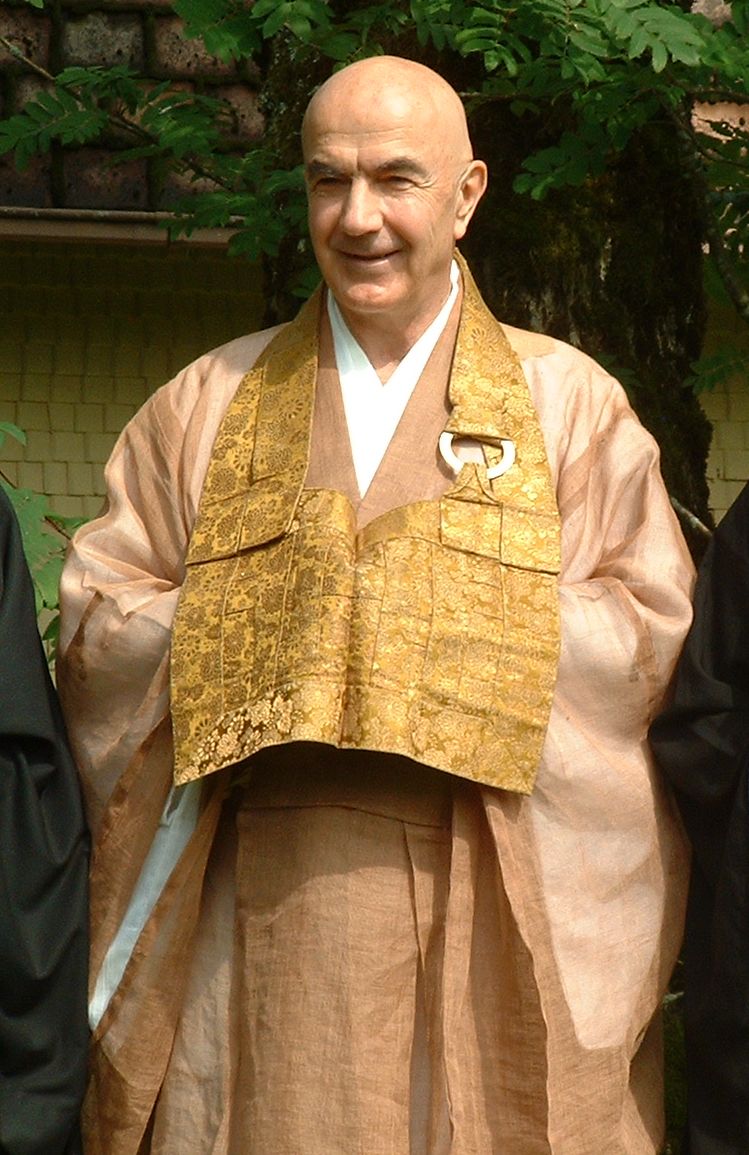
Le maître américain Zentatsu Richard Baker, qui a contribué à la diffusion du zen en Allemagne.

Le maître zen japonais Taisen Deshimaru Rōshi (1914-1982), disciple du maître zen Sōtō Kodo Sawaki Roshi (1880 - 1965) est venu en France en 1967, où il a enseigné la pratique zen jusqu'à sa mort en 1982. Il a laissé derrière lui un grand nombre d'étudiants, et sa tradition continue à se développer aujourd'hui, avec diverses organisations zen à travers l'Europe. Il ouvre le dōjō Pernety, à Paris en 1971, qui devient la source de la diffusion du zen en Europe. Dans les années 1970, il fonde l'Association Zen Internationale (AZI). En 1974, Deshimaru a fondé le premier monastère zen près de la ville d'Avallon, dans l'ancienne région française de Bourgogne. Le premier temple zen d'Europe, la Gendronnière, a été fondé en 1980 par Deshimaru et ses disciples, près de Blois.
Zentatsu Richard Baker Roshi (né en 1936) est un maître zen américain qui a enseigné en Amérique puis, à partir de 1983, en Allemagne, dans une institution zen semi-monastique, le Dharma Sangha, à Herrischried en Forêt-Noire. Il a ainsi contribué à la diffusion de l'école Sōtō en Allemagne également,.

#### Rinzai
Un grand nombre de lignées Rinzai ont été transplantées du Japon en Europe, aux Amériques et en Australie, et des pratiquants non japonais ont été certifiés comme enseignants et successeurs de ces lignées. Il y a des temples Rinzai, ainsi que des groupes de pratiquants dirigés par des laïcs, dans de nombreux pays.
Senzaki Nyogen (1876-1958) était un maître zen Rinzai japonais qui est considéré comme l'une des figures clés de la transmission du bouddhisme zen en Occident. Senzaki s'est installé aux États-Unis en 1905. Il a traduit et exposé de nombreux textes de la tradition bouddhiste zen en anglais au cours de sa vie.
Le maître zen japonais Kyozan Joshu Sasaki, qui enseigne le zen aux États-Unis depuis 1962, vient régulièrement en Autriche depuis 1979 pour donner des conférences et diriger des sesshins. Son travail et celui de ses élèves, en particulier le travail de Genro Seiun Osho à Vienne et dans le sud de l'Allemagne, ont contribué de manière significative à l'établissement de l'école zen Rinzai dans le monde germanophone.
L'Autrichienne Irmgard Schlögl s'est rendue au Japon en 1960 pour devenir l'une des premières femmes occidentales à connaître le zen authentique. En 1984, elle a finalement été ordonnée nonne zen sous le nom de Myokyo-ni. Elle a fondé le Centre Zen de Londres en 1979, et a travaillé dès lors à la fois comme traductrice d'importants écrits zen et comme enseignante zen. Un parcours similaire a été suivi par Gerta Ital d'Allemagne. En 1963, elle a été la première femme occidentale à être autorisée à vivre et à méditer dans un monastère zen japonais sur un pied d'égalité avec les moines pendant sept mois. Le résultat littéraire de cette période est son livre Der Meister die Mönche und ich, eine Frau im Zen-Buddhistischen Kloster (Le Maître, les moines et moi, une femme dans un monastère bouddhiste zen) dont les impressions ont façonné l'image du zen japonais en Occident.
Un pilier du zen Rinzai au XXIe siècle est le centre zen Bodaisan Shoboji à Dinkelscherben, en Allemagne, supervisé par le maître zen japonais Hozumi Gensho Roshi et dirigé par le maître zen allemand Dorin Genpo Zenji jusqu'en 2017, qui est officiellement un temple branche du Myōshin-ji, un temple des grandes traditions Rinzai au Japon, depuis l'automne 2008. Dorin Genpo Zenji a également supervisé la Communauté Zen Hakuin Allemagne e.V. jusqu'en 2017.
Shōdō Harada Roshi est maître zen depuis 1982 au monastère Sōgen-ji d'Okayama, où il enseigne principalement à des étudiants étrangers. Il a créé plusieurs centres (One Drop Zendo) en Europe, en Inde et aux États-Unis.

#### Zen chrétien
La décision du Concile Vatican II selon laquelle l'Église catholique romaine doit promouvoir le dialogue avec les autres religions a fondamentalement changé sa relation avec les autres religions. Depuis 1979, dans le cadre du programme d'échanges interreligieux initié dans le cadre du concile, des moines bouddhistes viennent régulièrement dans des monastères chrétiens en Europe, tandis que des moines chrétiens se rendent en Asie.
Ce dialogue interreligieux ainsi que l'approche religieuse globalement exempte de dogmatisme du bouddhisme en général ont favorisé un rapprochement entre le zen et l'Église catholique. Les médiateurs sont souvent des religieux, des prêtres, des professeurs et des théologiens. On mentionnera entre autres noms :
- Hugo Makibi Enomiya-Lassalle (1898-1990), SJ
- Willigis Jäger (1925-2020), OSB, Ko-un Roshi
- Josef Sudbrack (1925-2010), SJ
- David Steindl-Rast (* 1926), moine bénédictin (OSB) et psychologue
- Johannes Kopp (1927-2016), SAC, Ho-un-Ken Roshi
- Peter Lengsfeld (1930-2009), Chô-un-Ken Roshi
- Willi Massa (1931-2001), SVD
- Ama Samy (* 1936), SJ
- Niklaus Brantschen (* 1937), SJ
- Pia Gyger (1940-2014), cofondatrice du Lassalle-Institut au sein de la Lassalle-Haus (de) de Bad Schönbrunn.
- Jakobus Kaffanke (* 1949), OSB
- Stefan Bauberger (* 1960), SJ

Mais le dialogue ne s'arrête pas au catholicisme: on observe également l'établissement de liens entre le zen et la théologie protestante depuis le début du xxie siècle. On relèvera entre autres noms ceux de Michael von Brück (* 1949) et de Doris Zölls (* 1954) (nom zen Myô-en An), nonne et maître de la lignée zen du Nuage Vide, qui relève du temple Bailin de Zhuozhou en Chine.

#### Représentants du dialogue entre le christianisme et le zen (sélection)

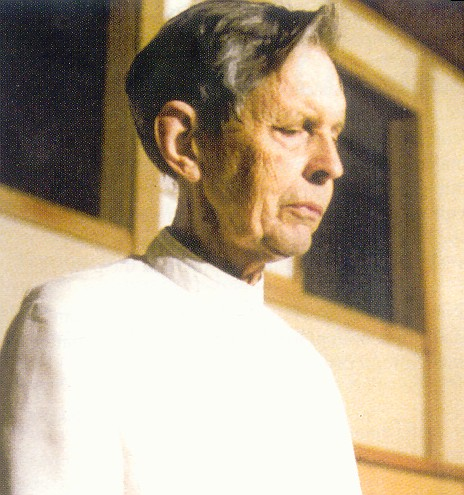
Hugo Makibi Enomiya-Lassalle, jésuite et maître zen germano-japonais.
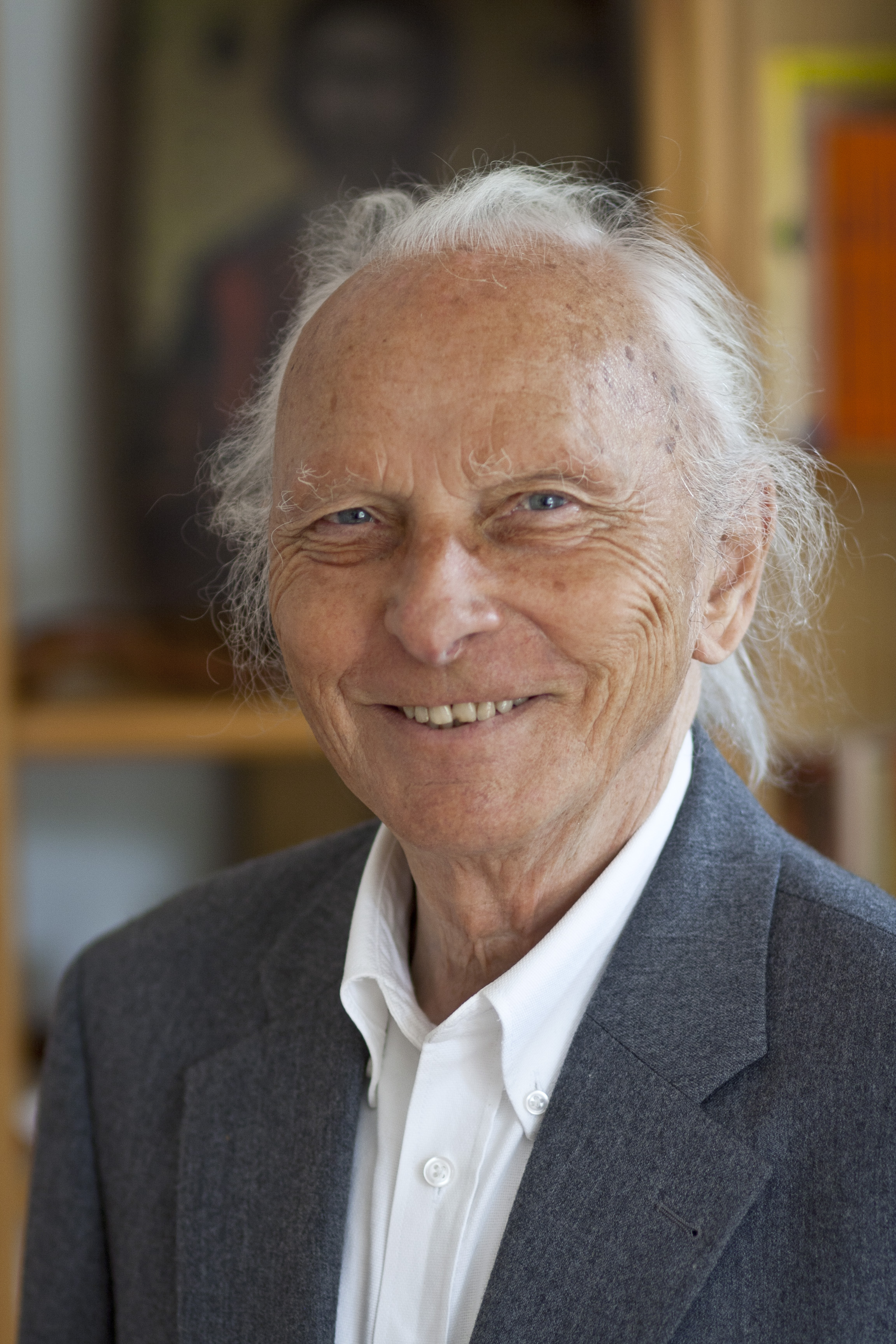
Willigis Jäger, moine bénédictin et maître zen allemand.
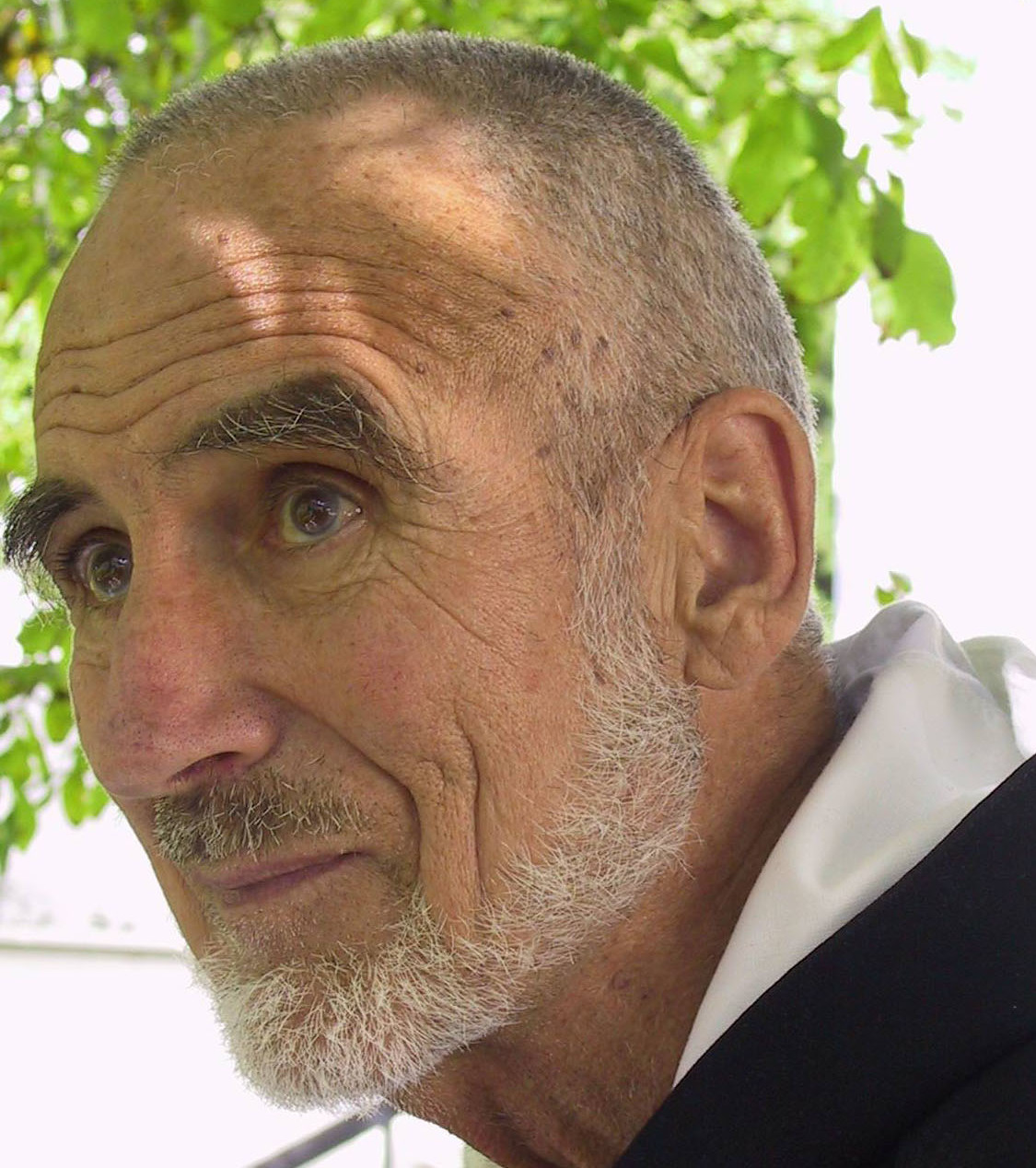
David Steindl-Rast, moine bénédictin austro-américain, ermite et maître spirituel.
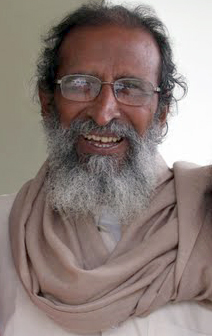
Ama Samy, maître zen et prêtre chrétien birman.
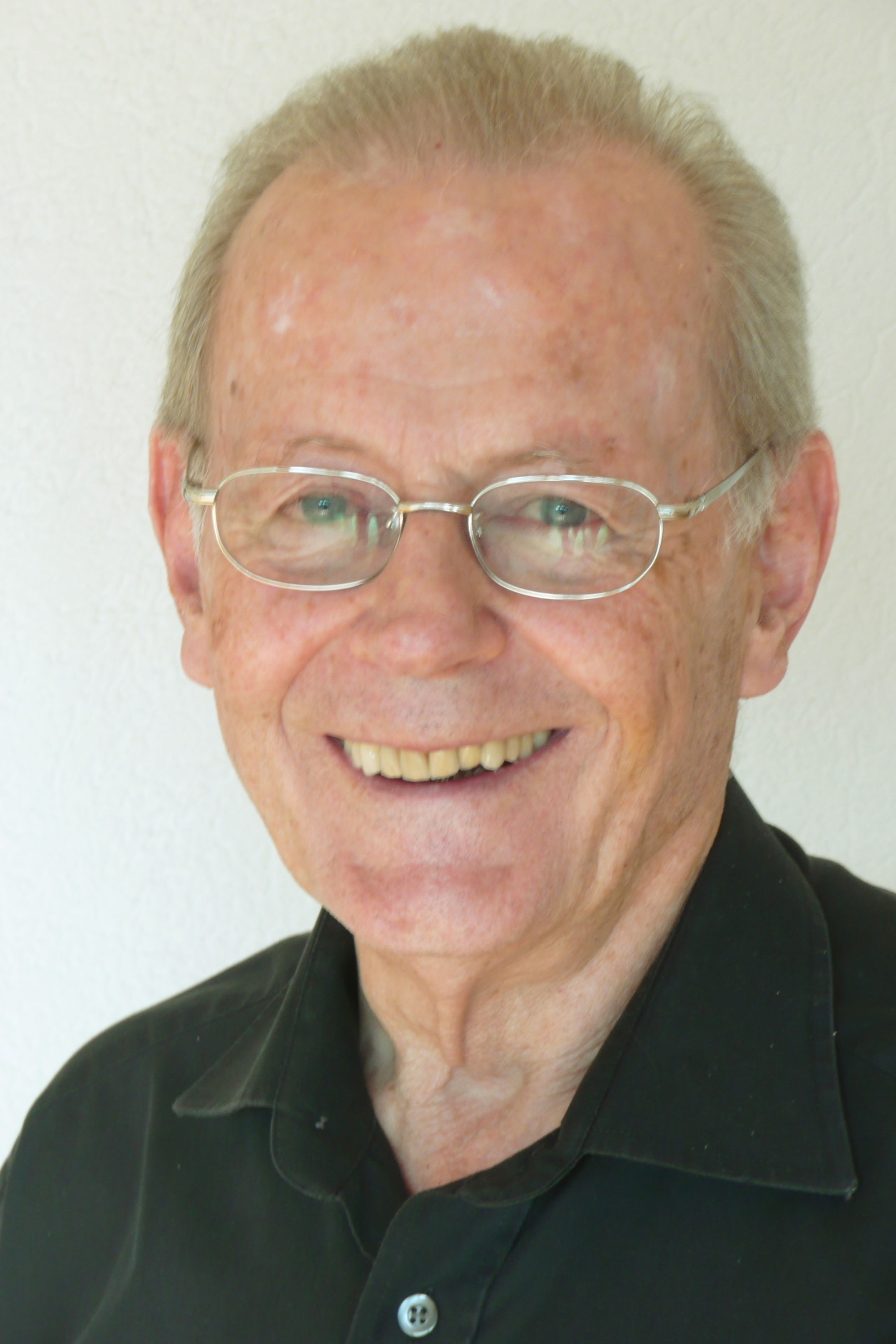
Niklaus Brantschen, jésuite et maître zen suisse.
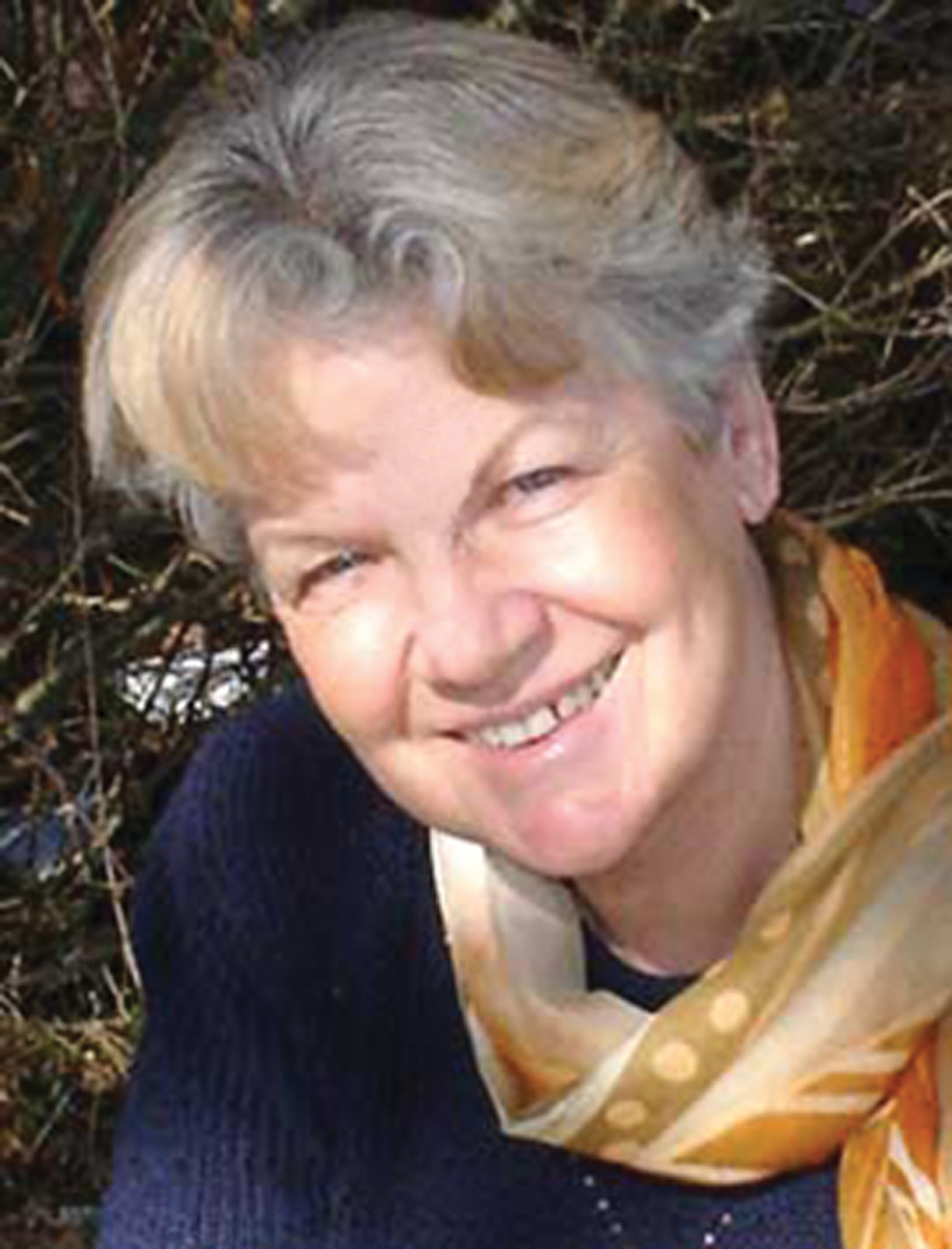
Pia Gyger, pédagogue curative, psychologue, professeur de contemplation et maître zen suisse.
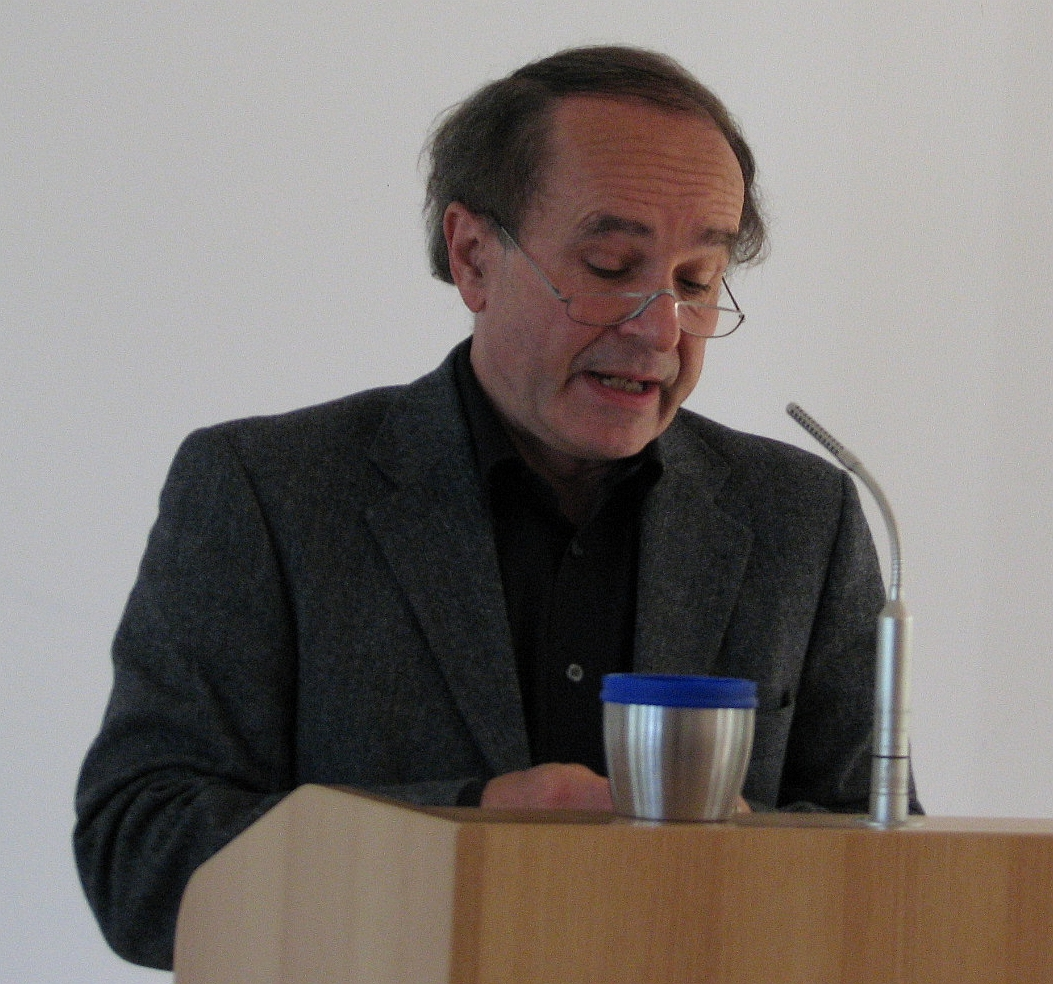
Michael von Brück, théologien protestant allemand, enseignant de zen et de yoga.
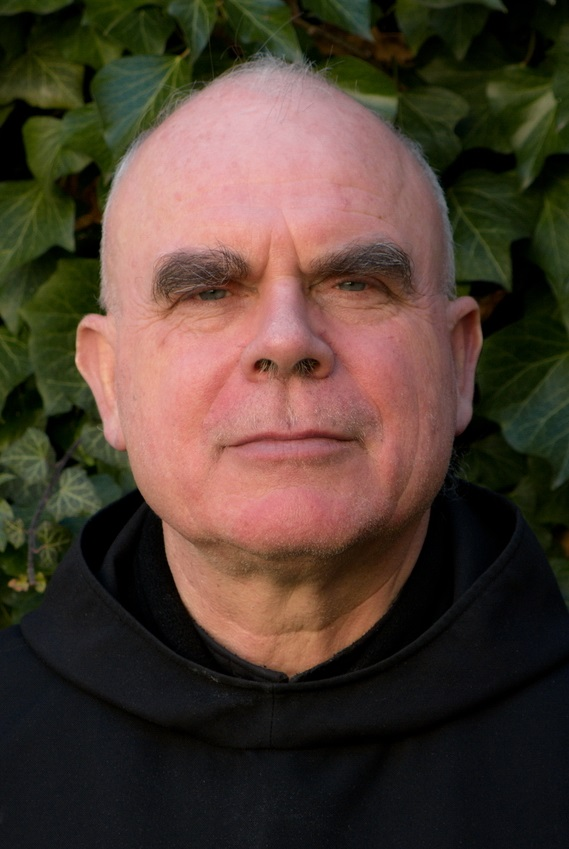
Jakobus Kaffanke, bénédictin allemand, ermite, modérateur, auteur, éditeur et enseignant zazen.

### Le zen et la philosophie occidentale
Les rencontres durables entre le zen et la philosophie occidentale ont eu lieu au début du XXe siècle, lorsque les premiers étudiants japonais ont visité les facultés de philosophie des universités européennes.

#### L'école de Kyōto
Il convient avant tout de mentionner les représentants de l'école de Kyōto, une école de philosophie qui a émergé au Japon au début du XXe siècle à Kyōto. Dans son effort pour donner une expression philosophique au concept de Néant absolu (zettai-mu), l'école de Kyōto s'appuie sur la notion de shunyata (vide, vacuité, jap. 空, kū) développée dans le bouddhisme mahayana, et sur le concept de wu (無, mu), particulièrement caractéristique du taoïsme et du bouddhisme zen.

#### Martin Heidegger

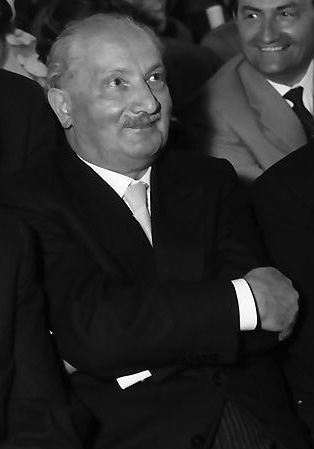
Martin Heidegger (1960)

Dès les années 1920, de nombreux philosophes japonais — qui se révèleront importants par la suite, et dont certains font partie de l'école de Kyōto — ont participé aux séminaires et cours de Martin Heidegger (1889-1976), par exemple Tanabe Hajime, Watsuji Tetsurō et Nishitani Keiji. Cela a conduit à un riche dialogue entre les deux parties, et permis également à Heidegger de se familiariser avec les principes fondamentaux du zen. Car en mettant « la mort et le néant en relation directe avec l'acte de vie lui-même, la philosophie de Heidegger développe une proximité de pensée avant tout avec (...) le chan et du bouddhisme zen, qui porte ses fruits jusqu'à ce jour ».
En 1938, lors de son séjour en Allemagne, Nishitani aurait offert à Martin Heidegger le premier volume des Essais sur le bouddhisme zen de D.TT. Suzuki en guise de cadeau d'anniversaire, mettant ainsi Heidegger en contact avec le bouddhisme zen, auquel il se réfèrera par la suite à de nombreuses reprises. Il apprécia beaucoup le travail de Suzuki, qu'il rencontra en 1953. Cette rencontre l'impressiona beaucoup, au point qu'il aurait affirmé: « Si je comprends bien cet homme, c'est ce que j'essayais de dire dans mes écrits ».

#### Nishitani Keiji
Plus tard, Nishitani devint un philosophe de la religion qui combina les expériences de la pratique du zen avec l'existentialisme ainsi qu'avec l'approche anthropologique de Martin Buber. Grâce à sa connaissance approfondie de la philosophie occidentale et orientale, il a réussi à créer un récit parallèle du nihilisme et de shunyata, qui pouvait également être formulé en langage théologique chrétien[réf. nécessaire].